# Bathoxiphus soyomaruae
Bathoxiphus soyomaruae is een Scaphopodasoort uit de familie van de Entalinidae. De wetenschappelijke naam van de soort is voor het eerst geldig gepubliceerd in 1964 door Okutani.